# Speonomus diabolicus
Speonomus diabolicus es una especie de escarabajo del género Speonomus, familia Leiodidae. Fue descrita por René Gabriel Jeannel en 1911. Se encuentra en Cerdeña.